# Lectra
Lectra est une entreprise spécialisée dans les logiciels et systèmes de découpe automatique de cuir ou textile principalement pour les marchés de la mode, de l'automobile et de l'ameublement. Elle est cotée à la bourse de Paris.

## Historique
En 1973, la société est créée par Jean et Bernard Etcheparre. La première machine était un appareil déclinant dans toutes les tailles une pièce de vêtement d'après un patron en carton (LECteur TRAceur)[réf. nécessaire].
En 1985, Lectra devient un acteur majeur de la CAO pour l’habillement et entre dans le domaine de la FAO[réf. nécessaire].
Le 15 juin 1987, Lectra est introduite au second marché de la bourse de Paris.
En 1989, le chiffre d'affaires s'élève à 820 millions de francs (soit environ 125 millions d'euros), et l'entreprise compte 3 500 clients dans le monde, 1 120 employés et 17 filiales à l'étranger, ainsi qu'une usine de 25 000 m2 à Cestas, dans le département de la Gironde[réf. nécessaire].
En 1991, après la grave crise financière traversée par Lectra en 1990 (pertes de 250 millions de francs), André Harari et Daniel Harari, sauvent l'entreprise de la « quasi-faillite » en la recapitalisant avec 80 millions de francs et en prennent la direction.
En 2000, Lectra est numéro 1 mondial.
En 2012, l’entreprise annonce des résultats en hausse, puis l’année suivante de nouvelles versions des logiciels, et un renouvellement global de l'offre de CFAO et FAO.
En 2017, Lectra annonce sa nouvelle stratégie, ancrée dans les principes de l’industrie 4.0 et développe des applications logicielles commercialisées en mode SaaS et hébergées dans le cloud,.
Début 2021, Lectra projette d'acquérir son concurrent américain, Gerber Technology et finalise cette acquisition en juin de la même année.

## Activités
Lectra est le leader mondial des solutions technologiques intégrées pour les entreprises utilisatrices de cuir ou textile (création, développement produit, découpe).
Elle développe des logiciels et des systèmes de découpe automatique et propose des services associés, spécifiques à un ensemble de grands marchés : la mode (vêtements, accessoires, chaussures), l’automobile (sièges et intérieurs automobiles, coussins gonflables de sécurité (« airbags »)), l’ameublement, ainsi qu’un large éventail d’autres industries telles que l’aéronautique, l’industrie nautique, le secteur de l’énergie éolienne et les équipements de protection des personnes.
Dans tous ces domaines, Lectra conçoit et vend des logiciels et des machines outils ayant pour objectif de permettre des gains de productivité, rapidité, qualité. On trouve par exemple :
- des solutions de gestion du cycle de vie des produits (Product Lifecycle Management ou PLM) ;
- des solutions de conception assistée par ordinateur (CAO) comme Modaris[21] ;
- des logiciels de placement et d'économie matière et temps[22] ;
- des logiciels de salle de coupe ;
- des machines de coupe monopli (une seule couche de matière, tissu, cuir, tissus industriels, etc.) ;
- des machines de coupe multiplis (plusieurs couches de matière compressée)[18] ;
- des matelasseurs permettant de réaliser la superposition des plis pour la coupe.

## Production et Développement commercial
Grâce au rachat de son principal concurrent Gerber en 2021 pour 340 millions d'euros, Lectra est le n°1 mondial de la découpe, avec une part de marché de 70% dans les équipements pour la découpe des tissus, cuirs, airbags  des intérieurs de voiture et de 65% dans la lingerie. Gerber apporte ainsi 200 de millions d'euros de chiffre d'affaires en 2022 à Lectra, dont le chiffre d'affaires global croît ainsi à environ 525 millions d'euros. Les contrats de services d'entretien des machines ont été rendus obligatoires, la maintenance étant facilitée par la détection à distance des anomalies des machines dotées de 400 capteurs. La société a arrêté l'ensemble des contrats de distribution par des tiers, et n'utilise plus désormais que des agents commissionnés, ce qui lui permet de fixer les prix de vente. La production de Gerber était sous-traitée, elle a été ré-internalisée par Lectra aux Etats-Unis et en Chine.

## Actionnaires
Au 1/1/2023.
| Nom                      | Actions   | %     |
| Daniel Harari            | 5 507 560 | 14,7% |
| Brown Capital management | 2 359 153 | 6,29% |
| Artisan Partners         | 1 887 218 | 5,03% |
| Kabouter Management      | 1 812 760 | 4,83% |
| Allianz Global Investors | 1 658 491 | 4,42% |

La modification de la composition du capital en 2021 est essentiellement liée à l'achat de Gerber dont la moitié du prix a été payé en actions.